# فريديريك كارلو إفيد
فريديريك كارلو إفيد كولير (بالإسبانية: Frederik Carlo Hviid Köhler، ولد في 9 نوفمبر 1974، لاس بالماس دي غران كناريا، جزر الكناري، إسبانيا) سبّاح إسباني.
حصل على الميدالية الذهبية في بطولة أوروبا للسباحة عام 1999، وعلى الميدالية الذهبية في بطولة أوروبا للسباحة بالأحواض القصيرة عام 1999.

## إنجازاته

### بطولة العالم للسباحة بالأحواض القصيرة (25 متر)
- 1999 هونغ كونغ  الصين:  ميدالية برونزية في سباق 400 متر فردي متنوع.

### بطولة أوروبا للسباحة
- 1997 إشبيلية  إسبانيا:  ميدالية فضية في سباق 400 متر فردي متنوع.
- 1999 إسطنبول  تركيا:  ميدالية ذهبية في سباق 400 متر فردي متنوع.

### بطولة أوروبا للسباحة بالأحواض القصيرة (25 متر)
- 1998 شفيلد  المملكة المتحدة:  ميدالية فضية في سباق 400 متر فردي متنوع.
- 1999 لشبونة  البرتغال:  ميدالية ذهبية في سباق 400 متر فردي متنوع.
- 2000 بلنسية  إسبانيا:  ميدالية فضية في سباق 1.500 متر حرة.
- 2000 بلنسية  إسبانيا:  ميدالية فضية في سباق 400 متر فردي متنوع.

## روابط خارجية
- فريديريك كارلو إفيد على موقع الاتحاد الدولي للسباحة (الإنجليزية)
- فريديريك كارلو إفيد على موقع اللجنة الأولمبية الدولية (الإنجليزية)
- فريديريك كارلو إفيد على موقع أوليمبيديا (الإنجليزية)